# 王四酒家

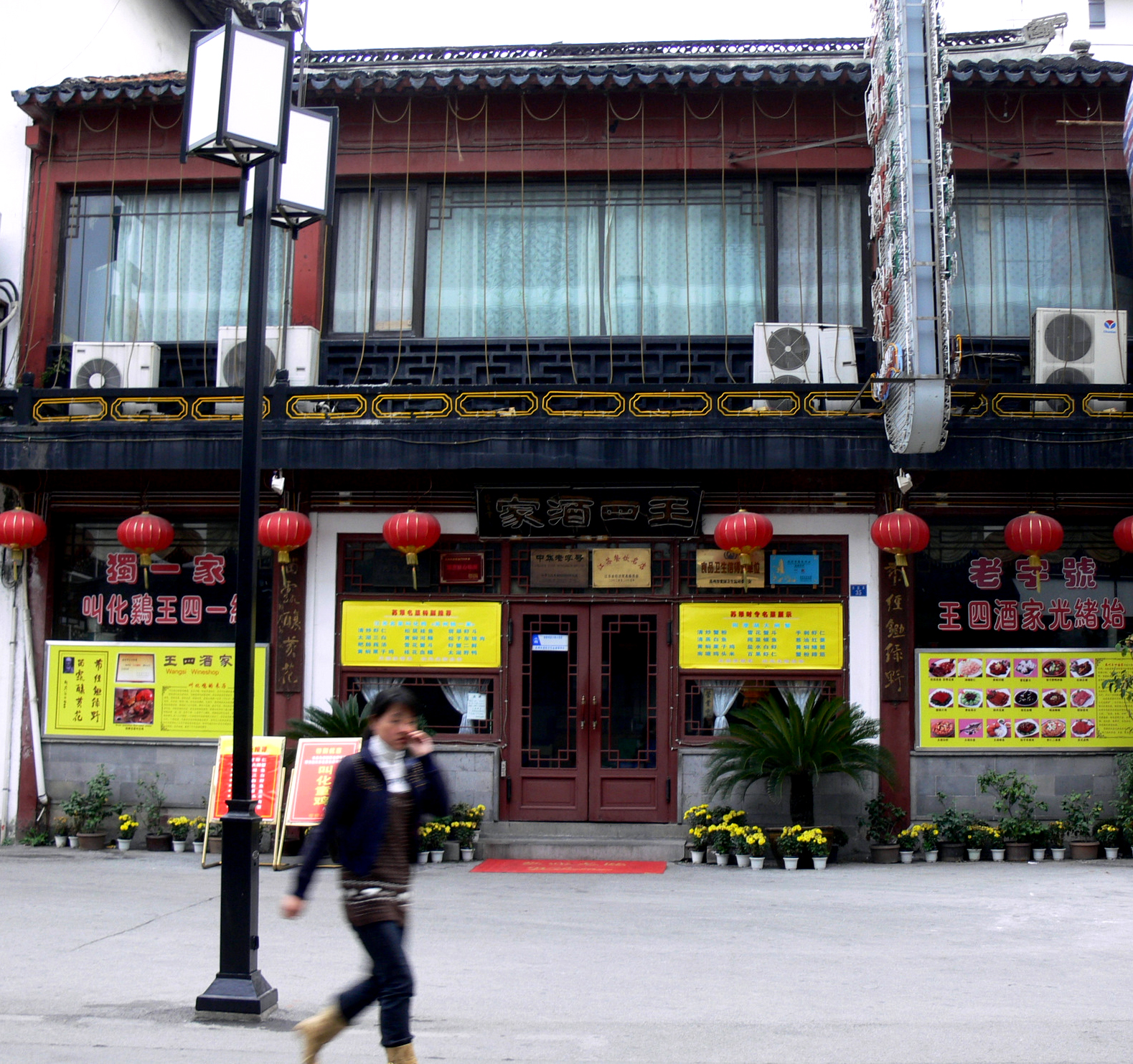
王四酒家苏州太监弄店，现已停业

王四酒家是江苏省常熟市一家老字号餐饮名店，始创于清光绪十三年（1887年），以叫化鸡、桂花酒、松树蕈油而知名。总店位于常熟市兴福街358号。现由常熟市江南王四食品有限公司经营。该公司还设有王四食品厂，生产以“王四酒家”为注册商标的真空包装食品、罐头食品、黄酒系列产品和其他相关产品。

## 历史
王四酒家始创于清朝光绪十三年（1887年），当时光绪皇帝的老师翁同和常在王四酒家饮酒小酌，并为王四酒家撰写了“带径锄绿野，留露酿黄花”的对联。
民国时期，常熟士绅张鸿提议将店名改为“王四酒家”，以纪念酒店创办人王祖康。在常熟方言中，“王”和“黄”读音相似，也借用了杜甫诗句“黄四娘家花满蹊”。店招王四酒家的字牌由南社社员顾昂云书写。
1947年，宋庆龄、宋美龄姐妹游玩常熟，王四酒家承办宴席，引起各方报道。此外，丰子恺，巴金等文人也曾来店品尝。
王四酒家于1991年被中华人民共和国国内贸易部认定为“中华老字号”。2006年在中华人民共和国商务部的重新评选中再次被评定为“中华老字号”。2006年获评“江苏餐饮名店”。
2014年7月，王四酒家太监弄店因自身店面被得月楼高价租得而被迫关门歇业，退出自1984年进入的观前市场。

## 分店

### 营业中
- 兴福店：位于常熟市虞山镇兴福街358号，为常熟市首家园林式酒楼。兼营客房住宿。
- 沙家浜店：位于常熟沙家浜景区正门外。

### 已停业
- 太监弄店：位于苏州市太监弄23号，2014年停业。
- 西山天龙宾馆店：位于苏州西山石公山北首。已停业。

## 招牌菜
- 叫化鸡
- 桂花酒
  - （王四酒家叫化鸡制作技艺和王四桂花酒酿造技艺均被列入江苏省级非物质文化遗产保护名录[8][9]）
- 东坡肉
- 响油鳝糊
- 三丝莼菜汤
- 桂花鸭
- 冰葫芦
- 八宝血糯饭